# Satellitkonstellation

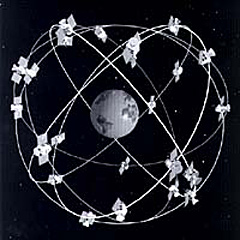
Konstellationen för GPS-systemet med 24 satelliter

Satellitkonstellation är en uppställningen i rymden för ett satellitsystem. En sådan konstellation kan anses vara ett antal satelliter med samordnad marktäckning och som fungerar tillsammans med delad kontroll, synkroniseras så att de överlappar väl i täckning och komplettera snarare än störa andra satelliters viktiga täckning. 